# Sophia Smith (Smith College)
Sophia Smith (27 de agosto de 1796-12 de junio de 1870) fundó el Smith College en 1870 con la herencia de su familia.

## Biografía
Fue la primera hija tras tres varones, a ella le siguieron otras tres hermanas con lo que se convirtió en la cuidadora de sus hermanas pequeñas. Residente en Hatfield, Massachusetts, el censo de 1800 registró que la ciudad tenía 153 casas, 11 de las cuales eran propiedad de sus parientes tanto por parte de su padre (Smith) como de su madre (White).
Smith asistió a escuelas en Hatfield y Hartford. Más tarde asistió a la Academia Hopkins en Hadley.
Tras la muerte de su madre, el cuidado del hogar pasó a ser responsabilidad de su hermana Harriet. Tras su muerte, dependió de su hermano mayor Austin, quien logró adquirir una fortuna considerable que le legó en 1861.

## Fundación del Smith College
Sorda desde los cuarenta años y soltera, Smith consideró donar su fortuna a un instituto para sordos, pero cambió de opinión cuando se inauguró la Escuela Clarke para Sordos en Northampton, Massachusetts, en 1868. Por lo que decidió fundar una universidad para mujeres. Tras su muerte el 12 de junio de 1870, su fortuna de 387.468 dólares fue destinada a dotar al Smith College, que fue fundado en 1871 y abrió sus puertas en 1875 con 14 estudiantes. Smith también dejó dinero para la creación de una escuela secundaria mixta en su ciudad natal de Hatfield, Massachusetts.

## Reconocimientos
- En 1942 se creó la Colección Sophia Smith en el Smith College como depósito de manuscritos, archivos, fotografías, publicaciones periódicas y otras fuentes primarias de la historia de la mujer. Su primera directora fue Margaret Storrs Grierson.[7]
- Smith fue incluida en el Salón Nacional de la Fama de la Mujer en el año 2000.[1]